# 蔡懋賢
蔡懋賢（1550年—1591年），字德甫，號恂所。福建泉州府同安縣（今屬金門縣）坊前街人。明朝政治人物。

## 生平
萬曆十三年（1585年）乙酉科舉人，十七年（1589年）聯登己丑科進士，會試第十八名，殿試二甲第五名。隸事戶曹，六月開選，授刑部山西司主事。十九年（1591年）五月卒官，年四十二。

## 家族
曾祖蔡舜安。祖父蔡逢。父蔡鑑，號驥庭。母倪氏。娶陳氏。子燫，娶戶部員外郎李光綬女。煜，娶經歷周仕寅女。燧，娶按察司副使周良賓女。女一適廩生嚴而寬、一適林顯卿、一適庠生劉尚鼎、一適舉人池顯方。孫男三：時喬、時泰、時春；俱煜出。孫女四：一燫出、二煜出、一燧出。曾孫二：繼昌、繼祖；時喬出。曾孫女二，時泰出。